# Takatsuki
Takatsuki (高槻市, Takatsuki-shi) és una ciutat i municipi de la prefectura d'Osaka, a la regió de Kinki, Japó. Takatsuki és la setena ciutat més poblada de la prefectura i forma part de la regió administrativa prefectural de Mishima.

## Geografia
El municipi de Takatsuki es troba al nord-est de la prefectura d'Osaka, limitant al nord-est amb la prefectura de Kyoto i amb els municipis d'aquesta, Kyoto i Kameoka. Dins de la prefectura d'Osaka Takatsuki limita amb els municipis de Shimamoto, Hirakata, Neyagawa, Settsu i Ibaraki. A efectes d'ordenació administrativa, Takatsuki correspon a la regió prefectural de districte de Mishima, de caracter no oficial.

## Govern

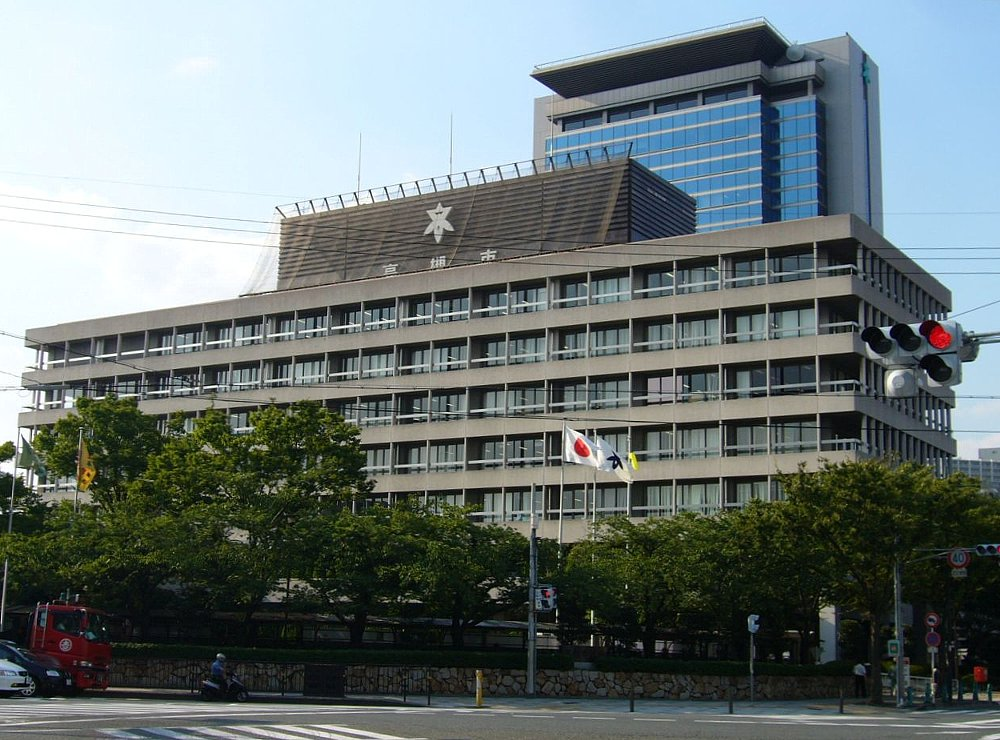
Edifici de l'ajuntament de Takatsuki

### Assemblea municipal
La composició (2019) del ple municipal de Takatsuki és la següent:
| Partit | Partit                               | Partit | Regidors |
| ------ | ------------------------------------ | ------ | -------- |
|        | Kōmeitō                              | KMT    | 8 / 34   |
|        | Associació de la Restauració d'Osaka | ARO    | 6 / 34   |
|        | Partit Liberal Democràtic            | PLD    | 6 / 34   |
|        | Partit Comunista del Japó            | PCJ    | 4 / 34   |
|        | Partit Democràtic Constitucional     | PDC    | 3 / 34   |
|        | Unió Ciutadana                       | UC     | 3 / 34   |
|        | Partit Socialdemòcrata               | PSD    | 2 / 34   |
|        | Independents                         |        | 2 / 34   |
|        | Escons vacants                       |        | 0 / 34   |

### Alcaldes
| Període   | Alcalde             | Partit |
| --------- | ------------------- | ------ |
| 1943-1945 | Yaemon Isomura      | ASRI   |
| 1945-1947 | Keikichi Nakai      | Ind    |
| 1947-1950 | Seiichirō Furuta    | Ind.   |
| 1950-1958 | Yasutarō Sakagami   | PSJ    |
| 1959-1966 | Sadajirō Suzuki     | Ind.   |
| 1966-1976 | Tokuzō Yoshida      | Ind.   |
| 1976-1984 | Fumitoshi Nishijima | Ind.   |
| 1984-1999 | Toshio Emura        | PSJ PD |
| 1999-2011 | Tsutomu Okumoto     | Ind.   |
| 2011-     | Takeshi Hamada      | Ind.   |

## Transport

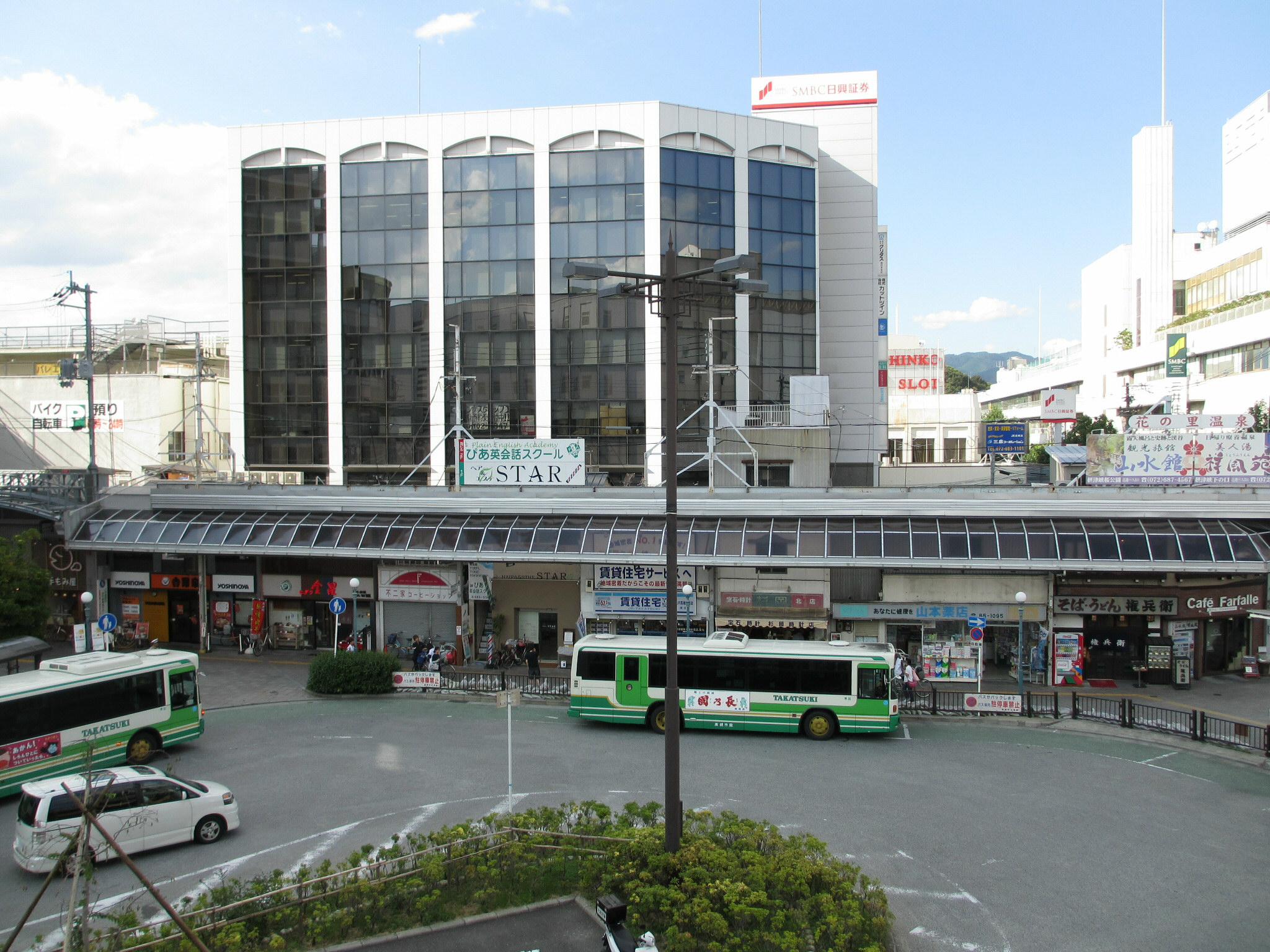
Estació de Takatsuki (JR)

### Ferrocarril
- Companyia de Ferrocarril del Japó Occidental (JR West)
  - Estació Settsu-Tonda
  - Estació de Takatsuki
- Ferrocarril Elèctric Hankyū
  - Estació de Tonda
  - Estació ciutat de Takatsuki
  - Estació de Kanmaki

### Carretera
- Nacional 170
- Nacional 171

## Agermanaments
- Masuda, prefectura de Shimane, Japó. (1971)
- Wakasa, districte de Mikatakaminaka, prefectura de Fukui, Japó. (1993)
- Manila, Filipines. (1979)
- Changzhou, província de Jiangsu, RPX. (1987)
- Toowoomba, estat de Queensland, Austràlia. (1991)